# Evangelos Averoff

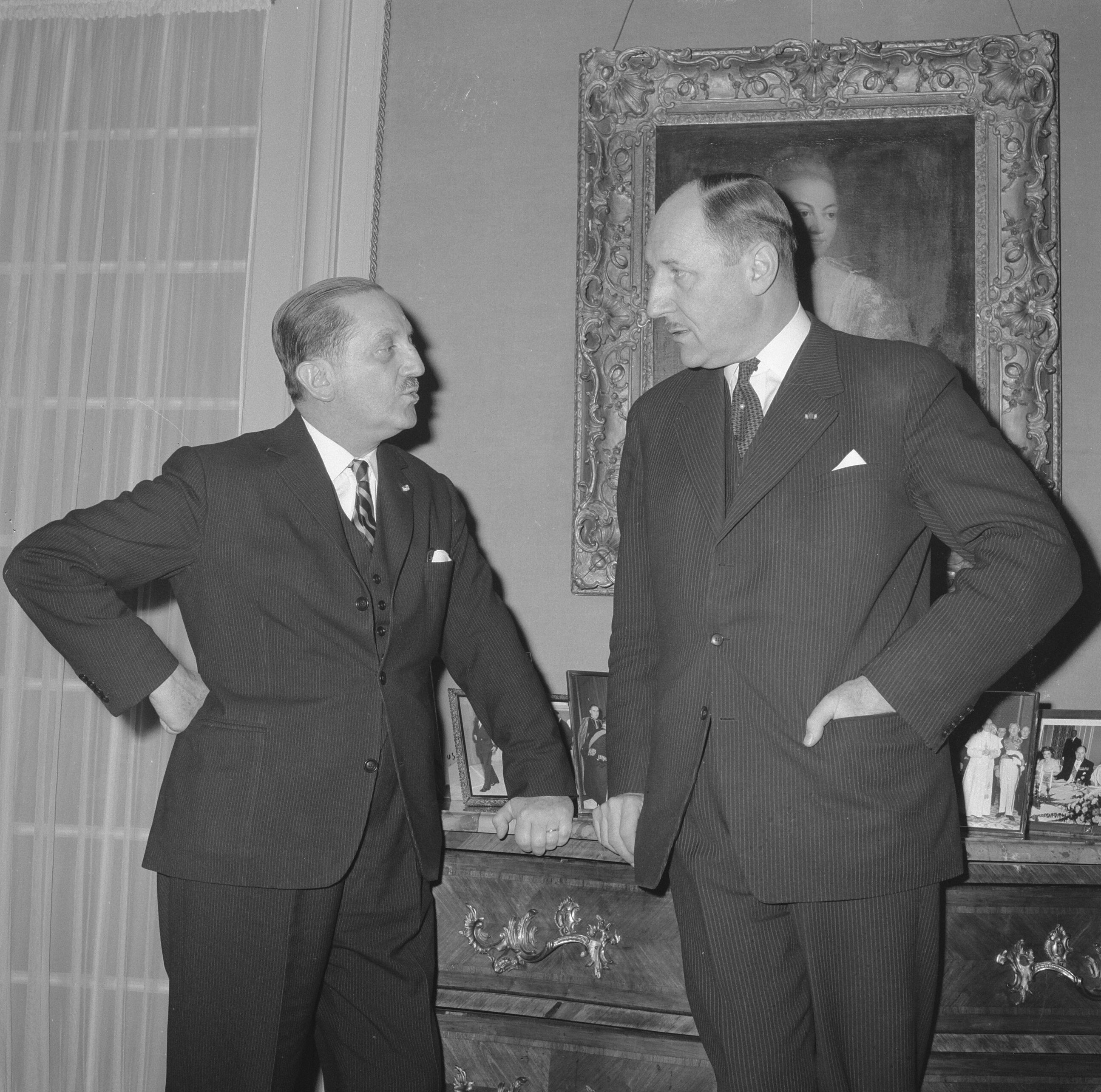
Evangelos Averoff und Joseph Luns (1963)

Evangelos Averoff-Tositsas (griechisch Ευάγγελος Αβέρωφ, * 17. April 1910 in Trikala; † 2. Januar 1990 in Athen) war ein konservativer griechischer Politiker, Schriftsteller und Industrieller aromunischer (vlachischer) Herkunft. Der vollständige Name lautete Evangelos Averoff-Tositsas (Ευάγγελος Αβέρωφ-Τοσίτσας) oder Evangelos Anastasios Averoff-Tositsas (Ευάγγελος Αναστασίος Αβέρωφ-Τοσίτσας).
Er entstammte der aromunischen Familie Averoff aus der Ortschaft Metsovo in Epirus und war mit dem Unternehmer Georgios Averoff verwandt. Averoff studierte Rechtswissenschaften und Wirtschaftswissenschaften an der Universität Lausanne (Schweiz). Anschließend promovierte er sowohl zum Doktor der Politikwissenschaften als auch zum Doktor der Rechtswissenschaften. Formal war er in Nachfolge des Barons Michail Tositsas ebenfalls Baron Tositsa. Aufgrund des Artikels 4 Absatz 7 der griechischen Verfassung von 1975 (Verbot des Adels und der Adelsbezeichnungen) führte er diesen Adelstitel in Griechenland nicht. Er lebte seit 1946 in Kifissia, einer Vorstadt im Großraum Athen, starb dort am 2. Januar 1990 und wurde dort bestattet.

## Politisches Wirken
1940 wurde er zum Präfekten (Nomarchis) von Kerkyra (Korfu) ernannt. Nach der Besetzung Korfus durch italienische Truppen 1941 während des Zweiten Weltkrieges kehrte Averoff nach Trikala zurück. In Trikala versuchte Averoff, vlachische Familien von der Kollaboration mit der italienischen Besatzungsmacht abzuhalten. Hierfür wurde Averoff inhaftiert und nach Italien verbracht. Ein Jahr nach der Inhaftierung konnte Averoff fliehen, verblieb aber in Italien und beteiligte sich an einer Widerstandsorganisation. 1944 wurde er formal Militär und amtierte als Mitglied der griechischen Militärmission in dem seit September 1943 auf Seiten der Alliierten kämpfenden Italien. 1946 wurde Evangelos Averoff erstmals in das griechische Parlament als Abgeordneter des Wahlkreises Ioannina gewählt. Er vertrat dabei die Liberale Partei Griechenlands (Komma Fileleftheron; KF). Am 20. Januar 1949 wurde er im fünften Kabinett des Ministerpräsidenten Themistoklis Sofoulis Versorgungsminister. Dieses Amt behielt er auch im sechsten Kabinett Sofoulis und im ersten Kabinett Alexandros Diomidis bis zum 6. Januar 1950. Von Ministerpräsident Sophoklis Venizelos wurde er am 27. März zum Minister für nationale Wirtschaft in dessen zweitem Kabinett berufen. Mit dem Amtsantritt von Nikolaos Plastiras als neuer Ministerpräsident verlor er das Amt bereits am 15. April 1950. Am 21. August 1950 wird Averoff in der dritten Regierung von Sophoklis Venizelos Landwirtschaftsminister. 7 Tage später wechselte in das Wirtschaftsressort und übernahm kommissarisch das zwischenzeitlich nicht besetzte Versorgungsministerium. Am 28. Januar 1951 trat Averoff als Wirtschafts- und Versorgungsminister zurück. In der dritten Regierung von Nikolaos Plastiras wurde Averoff zum Stellvertretenden Außenminister. In dieser Funktion unterbreitete er nach eigenen Angaben dem britischen Außenminister Anthony Eden den Vorschlag, Zypern mit Griechenland zu vereinen und gleichzeitig Großbritannien für 99 Jahre Militärbasen auf der Insel zu verpachten. Eden lehnte das Angebot ab. Mit dem Rücktritt der Regierung Plastiras endete auch Averoffs Amtszeit am 11. Oktober 1952. Anschließend gehörte er weder der Übergangsregierung Kiosopoulos noch der Regierung Alexandros Papagos an (im Gegensatz zum späteren Ministerpräsidenten Konstantinos Karamanlis). Das Abgeordnetenmandat für Ioannina verteidigte er bei den Wahlen 1950 und 1951 als Parteigänger der KF. Bei den Parlamentswahlen am 16. November 1952 – im Gegensatz zu den vorherigen mit Mehrheitswahlrecht – wurde Averoff im Wahlkreis Ioannina nicht wiedergewählt und schied aus dem griechischen Parlament aus.
Bei den Parlamentswahlen 1956 gelang Averoff der Wiedereinzug in das Parlament als Abgeordneter des Wahlkreises Ioannina. Vor der Wahl hatte sich Averoff der konservativen Partei Ethniki Rizospastiki Enosis (ERE, Nationalradikale Union) des langjährigen Ministerpräsidenten Konstantinos Karamanlis angeschlossen, deren Mitglied er bis zu ihrer De-facto-Auflösung durch die Militärdiktatur 1967 blieb. Aus seiner bisherigen Liberalen Partei mit deren Vorsitzenden Sophoklis Venizelos trat er aus. Das Abgeordnetenmandat für Ioannina verteidigte er erfolgreich 1958, 1961, 1963 und 1964.
Mit seiner Berufung als Landwirtschaftsminister am 29. Februar 1956 trat er in das 2. Kabinett Konstantinos Karamanlis und damit in die griechische Regierung ein. Knapp drei Monate später wechselte Averoff vom Landwirtschafts- in das Außenministerium. Diesen Posten behielt er bis zum Rücktritt von Konstantinos Karamanlis am 20. Juni 1963, lediglich monatsweise unterbrochen durch Übergangsregierungen mit dem dann Außenminister Michail Pesmazoglou. In seiner Zeit als griechischer Außenminister dominierte der Zypernkonflikt die außenpolitische Agenda Griechenlands. Während seiner Amtszeit eskalierte der bewaffnete Widerstand der griechischen Zyprioten in Form der Untergrundorganisation EOKA unter Georgios Grivas gegen die britische Kolonialherrschaft auf Zypern mit dem Ziel des Anschlusses von Zypern an Griechenland (Enosis). Neben dem bewaffneten Kampf gegen die britische Kolonialmacht eskalierten die Streitigkeiten zwischen der griechisch-zypriotischen und türkisch-zypriotischen Bevölkerungsgruppe zu einem offenen bewaffneten Konflikt im Juni 1958. Eine Initiative von Averoff den Zypernkonflikt durch eine Unabhängigkeit Zyperns mit gleichzeitigen griechischen Garantien gegen eine Enosis zu lösen wurde sowohl vom Anführer der Zypern-Griechen, Makarios, als auch vom eigenen griechischen Kabinett verhindert. Einen Monat später nahm Averoff zur Versicherung der Unterstützung der blockfreien Staaten für die griechische Position im schwelenden Zypernkonflikt an dem Treffen des damaligen jugoslawischen Staatschefs Josip Broz Tito mit Ägyptens Präsident Gamal Abdel Nasser auf der Insel Brijuni am 8. und 9. Juli 1958 teil. Im Herbst 1958 versuchte Averoff, als Vertreter Griechenlands bei der UNO eine Resolution zu erhalten, die die griechische Position im Zypernkonflikt stützen sollte; dies gelang ihm nicht. Averoff eröffnete daraufhin in Anerkennung der Notwendigkeit einer Verhandlungslösung mit dem damaligen türkischen Außenminister Zorlu († 1961) Gespräche über die Zukunft Zyperns. Bei den nachfolgenden Verhandlungen in Zürich über die Lösung des Zypernkonfliktes zwischen Großbritannien, der Türkei und Griechenland vertrat Averoff offiziell neben dem Ministerpräsidenten Griechenland. Die Verhandlungen führten zum Londoner Garantievertrag für ein unabhängiges Zypern vom 19. Februar 1959. Am 16. August 1960 wurde Zypern ein unabhängiger Staat. Zur Stabilisierung des auf Zypern eingeleiteten Friedensprozesses einigten sich im Dezember 1960 in Paris Averoff als Außenminister für Griechenland, der türkische Außenminister Sarper und der zypriotische Außenminister Kyprianou auf die Einrichtung einer Schlichtungskommission. Im August 1962 besuchte Averoff die Türkei, um die Spannungen zwischen beiden Ländern wegen des Zypernkonfliktes weiter zu entschärfen.
Mit dem Rücktritt von Ministerpräsident Karamanlis am 11. Juni 1963 musste Averoff das Amt des Außenministers abgeben. Bei den nachfolgenden zwei geschäftsführenden Regierungen bis zu den Parlamentswahlen bekleidete Averoff kein Ministeramt. Die Wahlniederlage der ERE 1963 brachte die bis dahin oppositionelle Zentrumsunion (Enosis Kendrou, EK) an die Macht. Bis 1967 war er Abgeordneter; in den konservativen Regierungen vom Juli 1965 bis April 1967 war er nicht vertreten. Der konservative Ministerpräsident Panagiotis Kanellopoulos berief Averoff in der letzten Regierung vor Beginn der Militärdiktatur am 3. April 1967 zum zweiten Male zum Landwirtschaftsminister. Nach 18 Tagen endete die Amtszeit Averoffs mit dem Beginn der griechischen Militärdiktatur am 21. April 1967.
Während der griechischen Militärdiktatur von 1967 bis 1974 verließ Averoff Griechenland nicht. In das Visier des Repressionsapparates der Militärdiktatur geriet Averoff endgültig 1973. Nach der „Desertation“ des griechischen Zerstörers Velos nach Italien im Mai 1973
wurde Averoff verhaftet; man warf ihm „Anstiftung“ vor.
Mit der Rückkehr von Konstantinos Karamanlis aus dem französischen Exil im Juli 1974 rückte Averoff wieder in wichtige politische Ämter vor. Karamanlis berief ihn als Verteidigungsminister in seine Übergangsregierung. Der von Karamanlis 1974 gegründeten Mitte-rechts-Partei Nea Dimokratia (ND) trat Averoff bei. Im November 1974 gewann Karamanlis und die ND die Parlamentswahlen: Averoff wurde erneut zum Verteidigungsminister berufen und behielt dieses Amt bis zum 21. Oktober 1981 (ab Mai 1980 nach dem Rücktritt von Karamanlis unter dem Ministerpräsidenten Georgios Rallis). Im Oktober 1981 gewann die PASOK die Wahl; es kam zu einem Regierungswechsel.
Nach dem Rücktritt von Karamanlis 1980 konkurrierten Rallis und Averoff um den Parteivorsitz der ND: Averoff unterlag Rallis am 8. Mai 1980 knapp mit 84 zu 88 Stimmen. Die ND mit der von ihr gestellten Regierung Georgios Rallis verlor die Wahlen gegen die bis dahin oppositionelle PASOK unter Andreas Papandreou. Andreas Papandreou selbst wurde Nachfolger von Averoff im Amt des Verteidigungsministers (gleichzeitig mit Ministerpräsident).
Die Wahlniederlage der ND 1981 beförderte Averoff an die Spitze der Partei Nea Dimokratia: Er wurde zu deren Vorsitzenden gewählt und löste Georgios Rallis in dieser Funktion ab. In seiner Eigenschaft als Oppositionsführer konnte er gegen die regierende PASOK bei den Europawahlen 1984 sieben Prozentpunkte im Vergleich zur letzten Parlamentswahl hinzugewinnen: die PASOK verlor im gleichen Ausmaß. Das Ziel die PASOK als stärkste Partei abzulösen wurde verfehlt. Ende 1984 trat er im Alter von 75 Jahren als Parteivorsitzender zurück und wurde zum Ehrenvorsitzenden der Nea Dimokratia gewählt.
Am 17. April 1961 wurde er mit dem Bayerischen Verdienstorden ausgezeichnet.

## Publizistisches Wirken
Averoff publizierte entsprechend seinem Studium 1933 ein wirtschaftswissenschaftliches Werk über eine Zollunion auf dem Balkan, welches mit einem Preis ausgezeichnet wurde. Ab 1939 wandte er sich politischen Publikationen zu und veröffentlichte – noch zu Zeiten der Diktatur von Ioannis Metaxas – eine Abhandlung über das Bevölkerungsproblem Griechenlands. 1948 engagierte er sich mittels eines Buches für die Belange der Kutsovlachen (Aromunen). Ab den 1960er Jahren veröffentlichte Averoff auch prosaische und dramatische Literatur. Die Publikationen von politikwissenschaftlichen und politischen Schriften führte er in reduziertem Maße fort. In seinen Romanen „Die Stimme der Erde“ und „Stimme des Schmerzes“ und „Delphische Erde“ behandelte Averoff die italienische Besatzungszeit in Thessalien und die Lage der Bevölkerung währenddessen.
Ausgewählte Werke von Averoff in chronologischer Reihenfolge sind:
- 1933 – Die Balkanische Zollunion (in französischer Sprache). Ausgezeichnet mit dem ersten Carnegie-Preis.
- 1939 – Vorschlag zur Untersuchung des Bevölkerungsproblems Griechenlands (Συμβολή εις την έρευνα του πληθυσμιακού προβλήματος της Ελλάδος). Ausgezeichnet mit dem Preis der Akademie Athen.
- 1945 – Freiheit oder Tod
- 1948 – Die Politische Seite des Koutsovlachischen Verlangens (Η πολιτική πλευρά του Κουτσοβλαχικού Ζητήματος)
- 1960 – Die Außenpolitik Griechenlands (in italienischer Sprache)
- 1964 – Die Stimme der Erde.
- 1968 – Schwalben (Περιστέρια). Prosa.
- 1969 – Als die Götter vergaßen (Όταν ξεχνούσαν οι θεοί). Prosa.
- 1973 – Feuer und Axt – Griechenland 1944–1949 (in französischer Sprache). Ausgezeichnet mit der Goldmedaille der französischen Akademie
- 1973 – Rückkehr nach Mykene (Επιστροφή στις Μυκήνες), Theaterstück
- 1981 – Eine Geschichte mit verlorenen Gelegenheiten – Das Zypern-Problem 1956–1963 (A History of missed opportunities: The Cypriot Problem 1956–1963; in englischer Sprache)

## Wirtschaftliches Wirken
Averoff betätigte sich als Winzer in dem Weingut seiner Familie (Averoff bzw. Katogi Strofilia) in Metsovo. Er kreierte in den 1960er Jahren erstmals einen Rotwein (Cuveé) aus einer einheimischen griechischen und einer importierten Rebsorte. Neben dem Weingut war er als Vorsitzender der Einrichtung „Michail Tositsa“ in Kifissia, einer Vorstadt Athens, tätig.

## Weblink
- Website des Generalsekretariats der Griechischen Regierung (Geniki Grammatia tis Kyvernisis) mit den Regierungen einschließlich aller Minister und stellvertretenden Minister seit 1909 (griechisch)